# Madeleine Malonga
Madeleine Kelly Malonga (25 december 1993) is een Frans judoka. Malonga won tijdens de Olympische Zomerspelen 2020 de gouden medaille met het gemengde team ondanks dat zij niet in actie kwam tijdens de teamwedstrijd, individueel won zij de zilveren medailles in het half-zwaargewicht

## Resultaten

### Olympische Zomerspelen
| Editie | Plaats | Resultaten                     |
| ------ | ------ | ------------------------------ |
| 2021   | Tokio  | half-zwaargewicht gemengd team |

### Wereldkampioenschappen
| Jaar | Plaats    | Resultaten                       |
| ---- | --------- | -------------------------------- |
| 2019 | Tokio     | half-zwaargewicht · gemengd team |
| 2021 | Boedapest | half-zwaargewicht · gemengd team |

### Europese kampioenschappen
| Jaar | Plaats   | Resultaten |
| ---- | -------- | ---------- |
| 2018 | Tel Aviv | -78 kg     |
| 2020 | Praag    | -78 kg     |
| 2022 | Sofia    | -78 kg     |

2020: Clarisse Agbegnenou & Amandine Buchard & Sarah-Léonie Cysique & Romane Dicko & Madeleine Malonga & Margaux Pinot & Guillaume Chaine & Axel Clerget & Alexandre Iddir & Kilian Le Blouch & Teddy Riner · 
2024: Shirine Boukli & Joan-Benjamin Gaba & Amandine Buchard & Walide Khyar & Sarah-Léonie Cysique & Luka Mkheidze & Clarisse Agbegnenou & Alpha Oumar Djalo & Marie-Ève Gahié & Maxime-Gaël Ngayap Hambou & Romane Dicko & Aurelien Diesse & Madeleine Malonga & Teddy Riner